# Dzieło Roku
Dzieło Roku – przegląd konkursowy prac plastycznych artystów pochodzących z Torunia i okolic, organizowany przez Okręg Toruński Związku Polskich Artystów Plastyków. Prace konkursowe są wystawianie na Wystawie Dzieło Roku, zwanym również Salonem Wiosennym (od czasu jej eksponowania). Pierwszy przegląd odbył się w latach 60. XX wieku (według innego źródła od 1974). Jest to najstarszy przegląd prac artystycznych organizowany w województwie kujawsko-pomorskim.
Przegląd ma za zadanie aktywizować twórczość plastyków należących do ZPAP. Do Dzieła Roku są zgłaszane najnowsze dzieła, powstałe między ubiegłoroczną a trwającą edycją konkursu. Dzieła są prezentowane w Galerii Sztuki Wozownia.